# Les Légendes de Troy
 (février 2020).
Les Légendes de Troy est une collection de bandes dessinées dérivée de la série Lanfeust de Troy, regroupant plusieurs séries courtes de 1 à 3 tomes, chacune illustrée par un dessinateur différent. Parmi les artistes qui travaillent sur ce projet, on trouve notamment Nicolas Keramidas, Dany et Éric Hérenguel.

## Séries

### L’Expedition d’Alunÿs
One-shot. Scénario d’Arleston et Melanÿn, dessin d’Éric Cartier (2010).

#### Synopsis
Dans son laboratoire du Conservatoire de Magie d’Eckmül, le sage Alunÿs est fébrile… Après des années de recherche, il est sur le point de formuler le quatorzième Enchantement Majeur qui doit faire de lui une légende parmi les sages et lui permettre de briguer le poste de Vénérable. Mais alors qu’il expérimente son enchantement sur Shepäh, son félin de compagnie, un accident le laisse intellectuellement diminué. Affublé de l’agaçant Kyslapeth et de la jeune herboriste Marikiri, tous deux apprentis et en stage de fin d’études, Alunÿs se lance sur les traces du légendaire Krobatridère, le seul qui pourrait lui permettre de recouvrer ses facultés… Une expédition qui les mènera par-delà la mer Furieuse infestée de pirates, jusqu’aux lointaines et inhospitalières îles de l’archipel Haggatoe, à la rencontre d’une destinée pour le moins inattendue. Quand la grande aventure de Troy devient délicieusement loufoque...

### L’Heure de la Gargouille
One-shot. Scénario d’Arleston, dessin de Didier Cassegrain (2011).

#### Synopsis
Il fut un temps où Triban n’était pas encore un empire coupé du monde, mais une riche cité commerçante… Il en est resté la légende de Nükhu, le barbare qui sauva la ville des gargouilles… Le conte du joueur de flute de Hamelin est ici transposé dans une cité qui n'est pas sans rappeler Venise et où de sémillantes marquises se promènent dans des tenues très érotiques.

### Nuit Safran
Histoire prévue en deux tomes. Scénario par Arleston et Melanÿn, dessins par Éric Hérenguel.
1. Albumen l’éthéré (2010)
2. La Vengeance d’Albumen (2012)

#### Synopsis
Il est une fois, sur le Monde de Troy, la forteresse de Nuit Safran. Elle se dresse depuis des siècles au nord de l’Hédulie, sur une terre caillouteuse battue par les vents et la pluie. La vie y est rude et inhospitalière. Comme toutes les baronnies, on s’y distrait le plus sainement du monde, en guerroyant avec fougue et hardiesse contre ses voisins, en l’occurrence Röq-Blême et Bastillac. Mais un jour, les spectres des illustres ancêtres de la famille envahissent la contrée ! Une expérience à vrai dire assez désagréable pour tout le monde. Ainsi commence la légende de Libbelule de Nuit Safran, troisième enfant du Baron éponyme, à qui il incombe la tâche de ramener la paix dans le royaume et les morts dans leurs cercueils.

### Tykko des sables
Série prévue en trois tomes. Scénario d’Arleston et Melanÿn, dessin de Nicolas Keramidas, couleurs de Cyril Vincent, Bruno Garcia
1. Les Chevaucheurs des vents (2009)
2. La Cité engloutie (2010)
3. Les Collines des cent temples (2014)[2].

#### Synopsis
Mubarre, dans le sud du Delpont, est le carrefour des nombreuses caravanes marchandes qui sillonnent le désert. C’est dans cette luxuriante oasis, en pleine effervescence de la grande course annuelle de Kamle, que se trouve Tykko, employé à la récupération des déjections des bêtes dans un caravansérail…
C’est que sur cette partie de Troy, où le niveau de magie est inexplicablement faible depuis des siècles, la vie est pénible et toute ressource est des plus précieuses. Dans ses rares moments d’évasion, accompagné de Gek son petit animal familier, Tykko rêve de gagner le trophée qui les arrachera lui et sa mère à cette vie misérable…
Mais malheureusement, le sort semble d’humeur taquine, et alors que Tykko caresse le rêve d’un avenir meilleur, ce sont les fantômes du passé qui ressurgissent… Sur les traces de la mystérieuse Ayasha, Tykko entame la quête initiatique de ses origines.

### Voyage aux ombres

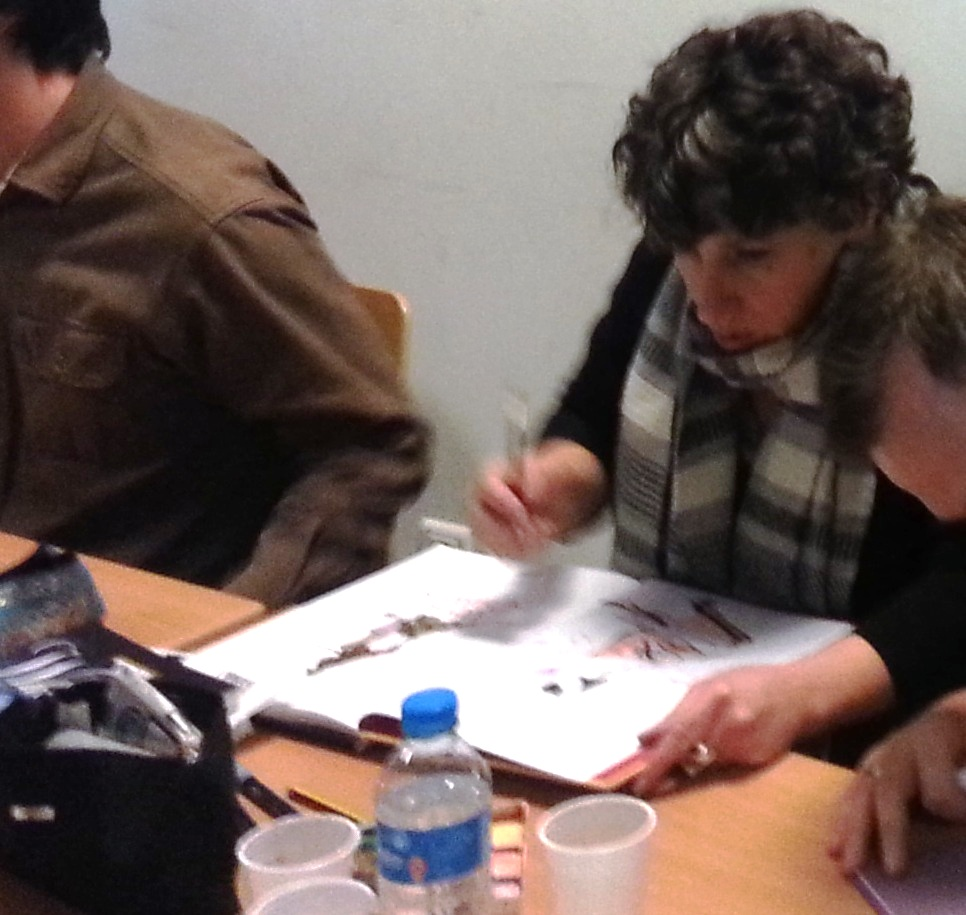
Virginie Augustin dédicaçant un exemplaire de Voyage aux ombres au Festival de la Bande dessinée de Buc 2012

One-shot. Scénario d’Arleston et Audrey Alwett, dessin de Virginie Augustin (2011).

#### Synopsis
Tout le monde avait décidé que Dyssery épouserait Phorée. Tout le monde, sauf Dyssery. Pour échapper à sa nuit de noces, la belle opte donc pour l'ultime solution : se donner la mort ! La voilà passée dans le Val des Ombres, où les âmes des morts ont leur propres combats, mais sont aussi beaucoup plus libres que chez les vivants. Certes, Dyssery devra affronter de sinistres dangers et des créatures infernales, mais elle pourra aussi devenir l'actrice qu'elle a toujours rêvé d'être ! Évidemment, tout cela c'était sans compter sur son opiniâtre, pour ne pas dire borné d'époux, qui entreprend d'aller la chercher au bout du monde et même au-delà. Car, que les choses soient claires, vivante ou morte, Dyssery lui appartiendra !
Le mythe d'Orphée et D'Eurydice transposé dans le monde de Troy.
Une édition luxe noir et blanc a été réalisée pour cet ouvrage.

### Ploneïs l'incertain
One-shot. Scénario d’Arleston et Jean-Luc Sala, dessin de Éric Hübsch (2014).

#### Synopsis
Loin de toute civilisation, le fleuve pourpre traverse paresseusement la jungle. Sur ses rives, certains cherchent la fortune et ceux qui l'ont trouvée la dilapident en filles et alcool. Et Ploneïs, aventurier comme les autres, va découvrir à ses dépens que la maison de madame Lyrä repose sur un terrible secret : le pouvoir qu'a la maîtresse des lieux de transformer les hommes en femmes.

### Documentation
- Henri Filippini, « Nuit Safran, t. 1 : du grand art », dBD, no 42,‎ avril 2010, p. 67.
- Henri Filippini, « Les expéditions d'Alunys : le 14e enchantement majeur », dBD, no 42,‎ avril 2010, p. 67.
- Henri Filippini, « Les Guerrières de Troy, t. 1 : des bombes au pays de Troy », dBD, no 42,‎ avril 2010, p. 67.